# Фарамант
Фарама́нт — постоянный герой сказочного цикла А. М. Волкова о Волшебной стране. Действует во всех шести книгах серии — от «Волшебника Изумрудного города» до «Тайны заброшенного замка».

## Фарамант в книгах Волкова
Фарамант — Страж Ворот в Изумрудном городе. Начал службу ещё при Гудвине. Всем желающим попасть в город Фарамант выдаёт зелёные очки, чтобы гостей не «ослепило великолепие Изумрудного города». Покидающие город путешественники сдают зелёные очки Стражу Ворот на хранение. Сам Фарамант носит очки постоянно, выполняя таким образом закон Великого Гудвина, страстным поклонником которого является. Даже во времена Жёлтого тумана, когда пределы видимости во мгле сократились до нескольких шагов и Страшила издал указ, позволяющий снять очки, Фарамант упрямо продолжал ходить в очках, «натыкаясь на прохожих». Для верного Стража Ворот было немыслимо нарушить приказ Гудвина, даже несмотря на то, что Гудвин уже десять лет как покинул страну. Впрочем, Фарамант подарил один экземпляр своих собственных очков Элли, когда встретился с ней в Канзасе; со стороны Стража Ворот это был, без сомнения, чрезвычайно щедрый подарок.
Фарамант (наряду с Длиннобородым Солдатом Дином Гиором) — один из ближайших соратников Страшилы. Участник обороны Изумрудного города во время обеих войн с Урфином Джюсом, а также в период борьбы с Арахной и менвитами. Любопытно, что в первой редакции книги «Урфин Джюс и его деревянные солдаты» осаждённый дуболомами город защищали только три человека — Фарамант, Дин Гиор и сам Страшила, а не все горожане вместе, как описано в новой редакции. Два раза Фарамант был в плену у Урфина и всегда отвечал решительным отказом на предложения Джюса перейти к нему на службу, за что подвергался тюремному заточению. Дважды летал на Ойххо в Канзас по поручению Страшилы, чтобы просить помощи у друзей из Большого мира: таким образом Фарамант оказался единственным человеком из всей Волшебной страны, кому довелось побывать за Кругосветными горами.

### Заимствование образа другими авторами
Является персонажем сказки Леонида Владимирского «Буратино в Изумрудном городе» (1996), фэнтези-цикла Сергея Сухинова «Миры Изумрудного города» (1997—2003) и сказки Алексея Шпагина «Лазурная фея Волшебной страны» (2020).

## Характер и возраст Фараманта
По характеру Фарамант флегматичен и спокоен, при этом ему не чужда насмешливость. Склонен к педантизму — возможно из-за того, что всю жизнь занимается фактически «конторской» работой: учётом, раздачей и сбором зелёных очков. Во время освободительного похода против Арахны Фарамант занимает пост начальника снабжения.
Точный возраст Фараманта нигде напрямую не указывается, однако в книге «Жёлтый туман» имеется упоминание, что Фарамант был «уже в годах». А в самом первом издании сказки «Урфин Джюс и его деревянные солдаты», печатавшемся в газете «Пионерская правда» в 1962—1963 гг., Фарамант был описан, как «худощавый человек средних лет»; однако во всех последующих изданиях сказки этот пассаж отсутствует.

## Прообраз Фараманта в книгах Баума
Первоначальным прообразом Фараманта послужил для Волкова безымянный Страж Ворот Изумрудного города (англ. Guardian of the Gates) из сказок Л. Ф. Баума о Стране Оз. Однако в «сериале» Баума Страж Ворот — персонаж эпизодический и быстро «сходящий со сцены». Волков же дал своему Фараманту не только личное имя, но также наделил его многими характеристиками, которых не было у героя Баума. В частности, Страж Ворот у Баума не отличается особым патриотизмом и сравнительно легко впускает в город враждебную армию девиц под началом генерала Джинджер. Более того, уже начиная со второй книги о Стране Оз, Страж Ворот перестаёт заниматься раздачей зелёных очков; необходимость в них вообще отпадает, поскольку в сюжете больше не упоминается обман Волшебника, и начиная со второй книги, Изумрудный город описывается как вымощенный настоящими изумрудами. И в круг близких друзей правителей Оз — как Страшилы, так и Озмы — он также не входит.

## Литературная критика
Анализируя образ Фараманта с позиций психологии, К. М. Спынь отмечает такие его черты как педантичность, приверженность следованию правилам, и усматривает в его образе меланхолический темперамент.
Л. А. Григорян отмечает, что своё имя Фарамант в сказках Волкова приобрёл не сразу. В довоенных изданиях «Волшебника Изумрудного города» 1939 и 1941 гг. Страж Ворот (будущий Фарамант), как и в сказках Баума, не имел личного имени. В черновой редакции «Волшебника» 1956 года, подготовленной Волковым для украинского издательства «Молодь», но не доведённой до стадии публикации, Страж Ворот носит имя Труфанос. И только начиная с издания 1959 года этот персонаж фигурирует под именем Фарамант. Примечательно однако, что само имя «Фарамант» уже задействовалось Волковым ранее для другого персонажа: так был назван один из эпизодических героев-Мигунов в авторской радиопьесе по «Волшебнику Изумрудного города», созданной предположительно в годы Великой Отечественной войны и хранящейся в домашнем архиве семьи Волковых без указания даты.